# Língua saho
A língua saho é uma língua cuxítica falada na Eritreia, na região central desse país. O território dos falantes da língua saho é delimitado pela baía de Arafali a leste, os vales de Laasi Ghedé ao sul, os planaltos eritreus a oeste (Akele-Guzai, Shimezana). A zona dos falantes da língua tigré fica a oeste. A leste é falado o afar. A língua saho tem quatro dialetos: toroa, assaorta, minifero e irob. Há por volta de 200 000 falantes do saho.
O saho é tão próximo do afar que alguns classificam as duas línguas como dialetos de uma única língua, a "língua saho-afar".